# Hannoversche
Die Hannoversche Lebensversicherung AG ist ein deutsches Versicherungsunternehmen, das sich auf die Absicherung von Lebensrisiken (biometrische Risiken) spezialisiert hat. Sie bietet Produkte in den Sektionen Risikolebensversicherung, Invaliditätsabsicherung und Altersvorsorge an. Die Hannoversche Lebensversicherung ist eine hundertprozentige Tochter der VHV Gruppe.

## Geschichte

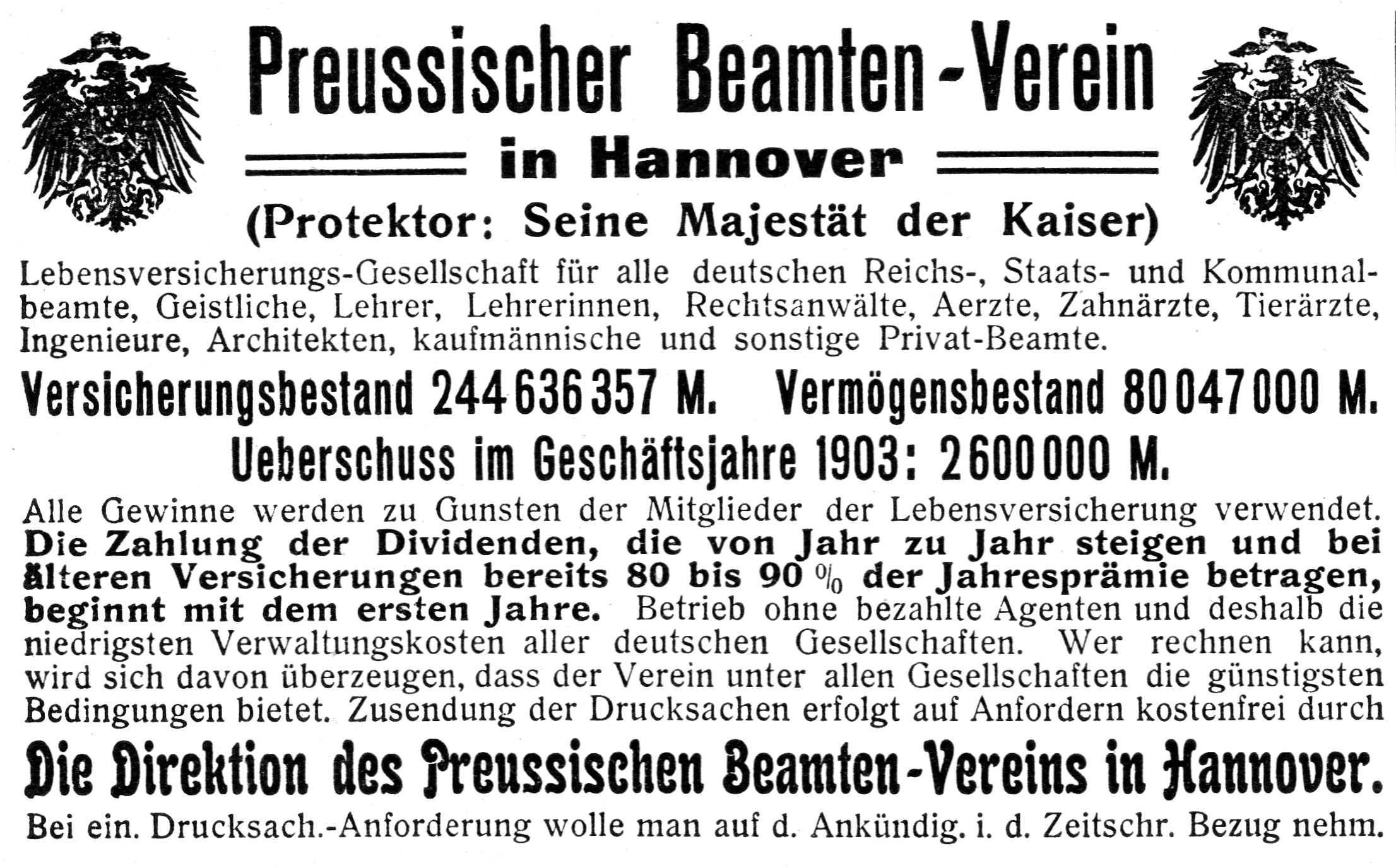
Anzeige des Preußischen Beamten-Vereins (1904)

Der Sekretariatsassistent Otto Hoffman gründete am 29. Oktober 1875 den Preußischen Beamten-Verein, der am 1. Juli 1876 seine Tätigkeit aufnehmen konnte. Im gleichen Jahr wurde die erste Versicherungspolice ausgestellt. Otto Hoffmans bis heute gleich gebliebene Grundidee, Lebensversicherung auf Gegenseitigkeit, stellte den Grundstein der heutigen Hannoverschen Leben dar. Der Versicherte ist Mitglied und Träger des Vereins. Auf kostspielige Versicherungsvertreter wird in diesem Zuge verzichtet. Am 18. Oktober 1877 übernahm Kaiser Wilhelm I. die Schutzherrschaft des Preußischen Beamten-Vereins.

Firmensitz der Hannoversche Lebensversicherung in Hannover

Am 29. Oktober 1935 feierte der Verein sein 60-jähriges Bestehen und die Namensänderung in Hannoversche Lebensversicherung a.G. vormals Preußischer Beamten-Verein erfolgte. Nun war es jedem möglich, ein Mitglied der Hannoverschen Leben zu werden. Die Versicherungsunternehmen wurden in die Gleichschaltungsbestrebungen des Dritten Reichs mit einbezogen und somit an der Diskriminierung von jüdischen Versicherungskunden beteiligt. Bald nach den Pogromen 1938 waren Juden als Versicherungsnehmer unerwünscht.
1945 wurden bei Luftangriffen auf Hannover wichtige Verwaltungsgebäude der Hannoverschen zerstört, so dass die Arbeit vorerst eingestellt werden musste. Im Jahre 1955 konnte die Hannoversche Leben nach Währungsreform und Umstellungsrechnung ihre Gewinnversprechen aus den Jahren 1948–1954 erfüllen.
Aufgrund des gestiegenen Wohlstandes in den 1960er Jahren entwickelte die Hannoversche Leben Aussteuer- und Ausbildungsversicherungen. Nachdem 1968 die Rentenreform es erstmals erlaubte, die gesetzliche Rentenversicherung durch eine private Versicherung zu ersetzen, konnte der Zugang im Bestand auf 250 Prozent gesteigert werden. 1977 bis 1978 wurde die Direktversicherung eingeführt, welche das Firmengeschäft der Hannoversche Leben deutlich ankurbelte. Im Jahre 2000 feiert die Hannoversche Leben ihr 125. Jubiläum. Von 1994 bis 2002 war Eckart von Uckermann Vorsitzender des Vorstands.
2003 schlossen sich die VHV Versicherungen und die Hannoversche Lebensversicherung zur VHV Vereinigte Hannoversche Versicherungen a.G. zusammen. Die Hannoversche Leben war seitdem der Direktversicherer in der neuen VHV Gruppe. 2004 weitete der Geschäftsbetrieb in der Zusammenarbeit mit der Berenberg Bank sein Produktportfolio um Finanzdienstleistungen aus. Nun entsteht neben „Vorsorge“ das zweite Standbein „Vermögen“. 
2004 wurde der Vorstand der Hannoversche Lebensversicherung neu aufgestellt: Frank Hilbert übernahm den Posten des Vorstandssprechers. Hilbert war seit 2009 zudem Vorstand Lebensversicherungen des Mutterkonzerns VHV Gruppe.
Die Hannoversche Lebensversicherung erweiterte 2007 das Produktangebot um Kfz-Versicherungen über die Marke Hannoversche Direkt. Später folgte auch die Hausratversicherung. Ab März 2011 ist der Markenname „Hannoversche“ der gemeinsame Name für das Komposit- und Lebensversicherungsgeschäft. Die VHV Gruppe nahm am 7. Oktober 2017 ihre Unternehmenstochter Hannoversche Direktversicherung AG wieder vom Markt und verschmolz den Anbieter mit der VHV Allgemeine Versicherung.
2018 konnte die Zahl der Versicherungsverträge erstmals auf über eine Million gesteigert werden.
Seit 2023 wandelte sich die Hannoversche Lebensversicherung vom Direktversicherer für Risikolebensversicherung zum Biometrie-Multikanal-Versicherer und bietet ihre Produkte nun auch verstärkt über den Vermittlermarkt an.

## Unternehmensstruktur
Die Hannoversche Lebensversicherung AG ist eine Tochtergesellschaft der VHV Gruppe.

## Rating/Kritik
Die internationale Ratingagentur Standard & Poor’s (S&P) stufte den Direktversicherer im Jahr 2012 mit der Note „A“ (Ausblick stabil) ein und zählt ihn zu den führenden Direktanbietern im Lebensversicherungsbereich in Deutschland. Die Rating-Agentur ASSEKURATA gab der Hannoverschen Lebensversicherung AG im Juni 2012 die Bewertung A++ (exzellent). Im Dezember 2011 berichtete die Süddeutsche Zeitung online, dass nur sechs Versicherer einen im Vertrag geregelten Wechsel zu einem anderen Versicherer ermöglichen. Die Hannoversche zähle laut der Süddeutschen zu diesen sechs Anbietern. Im Juni 2011 bezeichnete das Online-Magazin focus.de die Hannoversche als eine besonders günstige Langfristbindung im Bereich der Baufinanzierung. Laut dem Magazin Finanztest (Ausgabe 06/2024) zählt die Berufsunfähigkeitsversicherung der Hannoverschen zu den derzeit besten auf dem Versicherungsmarkt.